# 帕拉米尼
帕拉米尼（法語：Palaminy，法語發音：[palamini]）是法国上加龙省的一个市镇，属于米雷区。

## 地理
帕拉米尼（43°12'10"N, 1°4'10"E）面积11.13 平方千米，位于法国奧克西塔尼大區上加龙省，该省份为法国西南部内陆省份，西南端与西班牙接壤，自此顺时针与上比利牛斯省、热尔省、塔恩-加龙省、塔恩省、奥德省和阿列日省接壤。
与帕拉米尼接壤的市镇（或旧市镇、城区）包括：蒙达沃藏、卡泽尔、马特尔托洛萨讷、莫朗、科曼日地区蒙克拉尔、普拉涅、圣米歇尔。

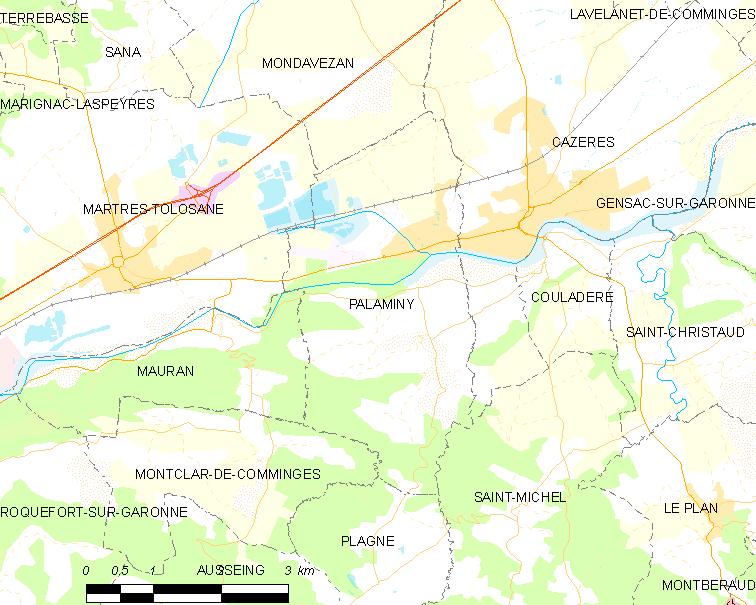
帕拉米尼的OSM定位图

帕拉米尼的时区为UTC+01:00、UTC+02:00（夏令时）。

## 行政
帕拉米尼的邮政编码为31220，INSEE市镇编码为31406。

## 政治
帕拉米尼所属的省级选区为卡泽尔县。

## 人口

1962-2008年间帕拉米尼人口变化图示

帕拉米尼于2022年1月1日时的人口数量为772人。